# Ambrosia (mitologia)

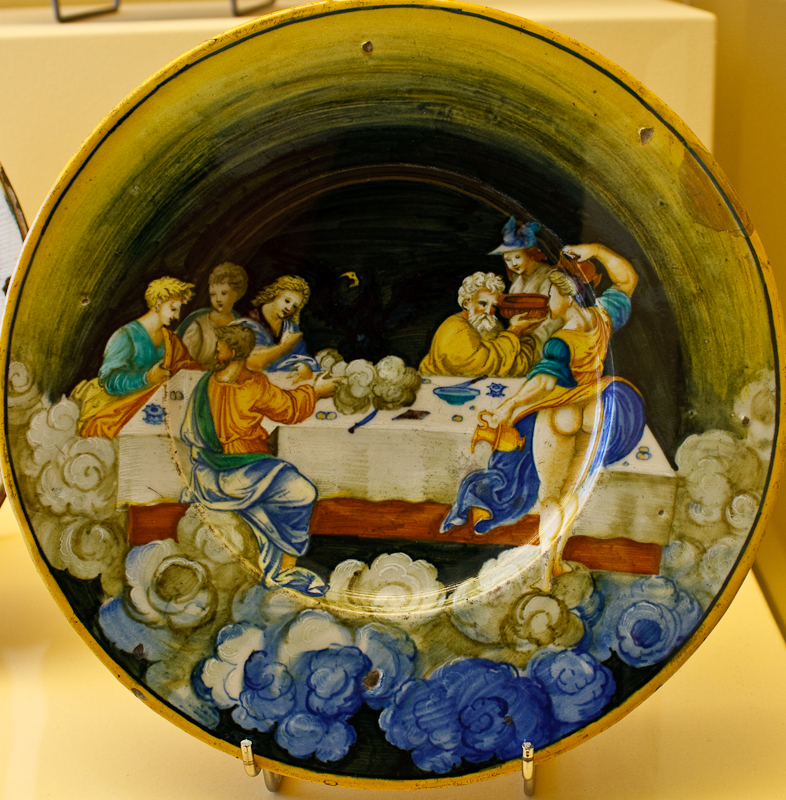
"Il cibo degli dèi dell'Olimpo": piatto in maiolica del 1530 attribuito a Niccolò Pellipario (detto Nicola da Urbino)

Nella mitologia greca l'ambrosia (in greco antico: ἀμβροσία?, ambrosìā) è menzionata come cibo, o talvolta bevanda, degli dèi.
Strettamente correlato con l'ambrosia è il "nettare". Nei poemi omerici il nettare è solitamente la bevanda e l'ambrosia il cibo degli dèi, mentre in Alcmane nettare è il cibo, e in Saffo (frammento 45) e Anassandride ambrosia è la bevanda.

## Etimologia
La parola deriva dal greco a- (detto alfa privativo, che indica negazione) e βροτός brotòs «mortale», ovvero «[cibo, bevanda] che rende immortali» o «che solo gli immortali possono consumare». Etimologicamente, è legata e riconducibile al sanscrito amrita. Lo studioso classicista Arthur Woollgar Verrall, tuttavia, negò l'evidenza che il termine greco ambrosios dovesse necessariamente significare immortale, e preferì tradurlo con il significato di  "fragrante", significato più appropriato. Se così fosse, questa parola deriverebbe dal termine semitico MBR ("ambra", che quando viene bruciata produce un fumo profumato) ed alla quale le popolazioni d'Oriente attribuivano poteri miracolosi. In Europa l'ambra color miele era già un dono tombale nell'era del Neolitico ed era ancora indossata nel VII secolo d.C. come talismano da sacerdoti della Frisia, sebbene Sant'Eligio metta in guardia, dicendo che «Nessuna donna dovrebbe avere la presunzione di far ciondolare ambra dal proprio collo».
Wilhelm H. Roscher pensa che sia "nettare" che "ambrosia" identificassero tipi di miele, probabilmente anche di cannabis, ed in questo caso il loro potere di conferire immortalità sarebbe da attribuire al supposto potere curativo e purificante del miele stesso, il quale è infatti asettico, ed anche perché l'idromele, miele fermentato, precedette il vino come enteogeno, ovvero sostanza psicoattiva usata in un contesto religioso-sciamanico, nel mondo dell'Egeo antico: la grande divinità venerata a Creta su alcuni resti è apparsa nella forma di un'ape: si comparino Merope e Melissa. Si veda anche Icore.
Molti studiosi moderni, tra cui Danny Staples, mettono in relazione l'ambrosia al fungo allucinogeno Amanita muscaria. Altri, come ad es. Rick Strassman, sostengono che la parola ambrosia indicherebbe una precisa sostanza dagli strani effetti allucinogeni chiamata DMT (dimetiltriptammina), secreta dalla ghiandola pineale dell'uomo e contenuta anch'essa in alcune piante e funghi.

## Nella mitologia
Teti unse l'infante Achille nell'ambrosia e lo immerse nel fuoco per renderlo immortale - una usanza tipica dei Fenici - ma Peleo, atterrito da quello spettacolo, la fermò.
Nell'Iliade, Apollo lavò il sangue rappreso dal cadavere di Sarpedonte e lo unse con l'ambrosia, preparandolo così al suo ritorno nella nativa Licia.
Una delle empietà di Tantalo, secondo il poeta Pindaro, è l'aver offerto ai propri ospiti l'ambrosia degli Immortali, un furto simile a quello commesso da Prometeo, Karl Kerenyi fa notare (in Heroes of Greeks). Circe accenna ad Odisseo che uno stormo di rondini portò l'ambrosia all'Olimpo.
La parola ambrosia (al caso neutro plurale nel greco antico) fu usata per chiamare certe festività in onore di Dioniso, probabilmente per la predominanza di banchetti in relazione a queste.
L'ambrosia è collegata all'amrita della cultura indù, ed è una bevanda che conferisce immortalità agli dèi.

## Nella cultura moderna
Nell'universo narrativo di Percy Jackson e gli dei dell'Olimpo, l'ambrosia e il nettare sono consumati dagli dei e dai semidei, e l'ambrosia è consumabile (ma mangiata solo una volta) dai maghi (anche se Sadie Kane è sangue dei faraoni e quindi non si sa se i maghi normali possano ingerirla) per curare le ferite. Non si sa se il nettare possa essere ingerito dai maghi (sangue dei faraoni o no). Se vengono consumati dai semplici mortali, essi vanno a fuoco. Gli stessi semidei se ne consumano troppa vanno in uno stato febbrile o, se vanno in overdose, finiscono bruciati. Entrambi i cibi hanno il sapore della bevanda o del cibo preferito dal consumatore. I due alimenti sono simili ma il nettare è liquido e l'ambrosia è solida.